# Franco Caccia
Francesco Caccia detto Franco (Gandino, 5 maggio 1952) è un ex calciatore italiano, di ruolo centrocampista.

## Carriera
Cresciuto nelle giovanili dell'Atalanta, senza peraltro riuscire a giungere alla prima squadra, disputa i primi anni della sua carriera fra Serie D e Serie C con Pergolettese e Anconitana.
Nel 1976 passa alla Ternana con cui disputa tre campionati di Serie B, quindi alla Sampdoria (sempre fra i cadetti, nella stagione 1979-1980), e nell'estate 1980 scende nuovamente in Serie C1 per vestire la maglia della Sambenedettese.
Con i marchigiani centra l'immediato ritorno in Serie B, per poi ottenere, nella stagione 1981-1982, il record personale di reti, con 7 marcature in 38 incontri disputati. Disputa a San Benedetto del Tronto anche la stagione successiva (31 presenze e 3 reti), quindi si trasferisce al Messina, dove disputa tre campionati di C1. A Messina, grazie alla sua classe e alle azioni che stregano lo Stadio "Celeste", viene soprannominato "Sua Maestà". Celebri i suoi dribbling ripetuti sul medesimo giocatore o i calci d'angolo e di punizione battuti con l'esterno destro del piede. L'ultimo campionato di C1 1985 - 1986 si chiude con la vittoria nel girone B e conseguente promozione in B. Caccia tuttavia viene coinvolto nello Scandalo del calcio italiano del 1986, subendo una squalifica di cinque anni che ne causa la fine dell'attività agonistica.
In carriera ha collezionato complessivamente 173 presenze e 17 reti in Serie B.

## Palmarès
- Campionato italiano Serie D: 1

Anconitana: 1974-1975 (girone D)
- Campionato italiano Serie C1: 1

Messina: 1985-1986 (girone B)